# Ivaïlo Hristov
Pour les articles homonymes, voir Hristov.
Ivaïlo Angelov Hristov (en bulgare : Ивайло Ангелов Христов ; SBOTCC : Ivaylo Angelov Hristov), né le 10 décembre 1955 à Sofia (Bulgarie),  est un acteur et réalisateur bulgare, également professeur à l'académie nationale Krastio-Sarafov des arts du théâtre et du cinéma (en).

## Biographie
En 2016, il fait partie du jury de la compétition lors du 38e Festival international du film de Moscou.

## Filmographie partielle

### Comme réalisateur
- 2002 : Emigranti (Emigrants)
- 2006 : Priyatelité me naritchat tchitcho (My Friends Call Me Old Chap) (TV)
- 2010 : Stapki v piassaka (Footsteps in the Sand)
- 2015 : Karatsi (Losers)

### Comme acteur
- 2014 : Bouferna zona de Guéorgui Dioulguérov

## Récompenses et distinctions
- 2015 : Festival international du film de Moscou : George d'or pour Losers (Karatsi)